# 山口村 (兵庫県有馬郡)
山口村（やまぐちむら）は、兵庫県有馬郡の東南部に存在した村。現在の西宮市山口地域にあたる。

## 歴史
摂津国有馬郡の荘園として、平安時代末期より山口荘（庄）の名が現れる。永久2年（1114年）、源師忠が「山口庄」を領しており、鎌倉時代には廣田神社の荘園となっている。建武2年（1335年）には、後醍醐天皇が摂津四天王寺に山口荘を寄進している。その後、播磨国守護・赤松則祐の侵略を受けたとみられ、応安4年（1371年）にはその所領となっていた。また、天文年間（1532–1555年）から永禄年間（1558–1570年）にかけて、山口五郎左衛門時角という人物がこの地を支配したとの伝承があるが、五郎左衛門の実在を示す証拠はない。山口荘の荘域について、名塩（現在の西宮市塩瀬町名塩周辺）や有馬（神戸市北区有馬町）を山口荘とする記録があり、その両地域に及んだものとみられる。
江戸時代には、後の山口村の村域に上山口村・下山口村・船坂村・中野村・名来村の5つの村があった。この5か村は当初は豊臣氏の蔵入地で、慶長7年（1602年）に丹波福知山藩領に、元和6年（1620年）に幕府領となった。このうち、下山口村と名来村は、延享3年（1746年）に田安家領となる。
明治22年（1889年）、上山口村・下山口村・船坂村・中野村・名来村が合わさり、兵庫県有馬郡の自治体として山口村が成立する。従来の村名は山口村を構成する5つの大字（上山口・下山口・船坂・中野・名来）へと継承された。

### 地名の由来
『山口村誌』では、南の有馬山（湯山）に向かう山の入口に由来すると推測される。

### 沿革
- 1889年（明治22年）4月1日[10] - 町村制施行により有馬郡に属する村の一つとして山口村が誕生[11]。
- 1951年（昭和26年）4月1日[12] - 塩瀬村とともに西宮市に編入される[13]。山口村の大字は山口町を冠称して、西宮市の大字となった[8]。

## 行政
- 議員定数:12名
- 被選挙者:455名

（大正14年12月31日調べ）

### 村長
- 松原喜平（明治22年5月23日 - ）
- 芝虎之介（明治26年5月31日 - ）
- 梶本房吉（明治38年11月22日 - ）
- 細木喜作（明治41年11月4日 - ）
- 萬並芳蔵（大正12年9月7日 - ）
- 坂田勝蔵（大正13年10月2日 - ）
- 梶太郎（昭和3年10月3日）
- 西垣内喜一（ - 昭和26年3月31日）

### 助役
- 西脇吉左衛門（明治22年5月23日 - ）
- 吉田利兵衛（明治26年6月20日 - ）
- 岡田亀太郎（明治30年6月30日 - ）
- 吉田萬次郎（明治32年4月22日 - ）
- 岡田長三朗（明治40年5月31日 - ）
- 萬並芳蔵（大正6年3月3日 - ）
- 山田泰二（大正12年10月22日 - ）

## 交通

### 道路
- 二級国道福知山大阪線（現・国道176号）
- 指定県道神戸宝塚線（現・兵庫県道16号）